# Boophis popi
A Boophis popi a kétéltűek (Amphibia) osztályába, a békák (Anura) rendjébe és az aranybékafélék (Mantellidae) családjába tartozó faj. Nevét a német Pop-interactive GmbH tiszteletére kapta, ami a BIOPAT kezdeményezés során jelentős szerepet játszott Madagaszkár biodiverzitásának kutatásában és megőrzésében.

## Előfordulása
A faj Madagaszkár endemikus faja. A sziget középső részén, Tsinjoarivo, Antoetra, Ranomafana and Andringitra hegységeiben 1000–1500 m-es magasságon honos.

## Megjelenése
Kis méretű, robusztus békafaj. A hímek hossza 28–35 mm, a nőstényeké 40–47,2 mm. Feje felülnézetben háromszög alakú, alulnézetben lekerekített. Háta és feje barna színű, oldalán fekete pettyekkel. Szeme alatt és mögött feltűnő fehér folt látható, melynek átmérője 1 mm. Szeme sokféle színből áll össze. Íriszének belső felét egy barnás gyűrű alkotja, barna recés mintázattal. Íriszének külső része narancsvörös. A narancsvörös részt egy fekete gyűrű veszi körül, e gyűrűn kívül az írisze kék. 